# Diarra Mariam Flantié Diallo
Pour les articles homonymes, voir Diallo.
Diarra Mariam Flantié Diallo, née le 28 juin 1955 à Mopti, est une femme politique malienne. Elle est notamment ministre de la Communication et des Nouvelles technologies de 2007 à 2011.

## Biographie
Diarra Mariam Flantié Diallo obtient une licence et une maîtrise en économie d'entreprise à l'université d'Abidjan ainsi qu'un un diplôme en gestion financière et techniques bancaires à l'Institut technique de banque à Paris.
Après une année en tant qu'assistant-trésorier à la Citibank en Côte d'Ivoire, elle travaille à partir de 1986 à la Banque africaine de développement (BAD). 
Elle est ministre de la Communication et des Nouvelles technologies du 3 octobre 2007 au 30 mars 2011. Elle retourne ensuite travailler à la BAD.